# Mugenji
L’association Mugenji est une association culturelle à but non lucratif loi de 1901. Créée le 27 février 2006, elle a pour but de promouvoir de jeunes français mangakas, illustrateurs et scénaristes. 